# Brenda Starr, Reporter
Brenda Starr, Reporter (sovint referida simplement com Brenda Starr) és una tira còmica sobre una reportera glamurosa i aventurera. La va crear el 1940 Dale Messick pel Chicago Tribune Syndicate.
Tot i que es va establir a Chicago, Brenda Starr, Reporter no va ser la primera tira del Chicago Tribune Syndicate que apareixia al diari Chicago Tribune. Quan la tira va debutar el 30 de juny de 1940, va quedar relegada a un suplement de còmic que es va incloure al Sunday Chicago Tribune. Aviat la tira va aparèixer al diari de diumenge i es va afegir una tira diària a partir del 22 d'octubre de 1945. Durant els anys cinquanta, el moment més alt de la seva popularitat, la tira es publicava en 250 diaris. El 2010 va aparèixer a 65 diaris, 36 dels quals eren internacionals.
Després de la retirada de Messick com a artista de Brenda Starr el 1980, diferents equips d'escriptores i il·lustradores van continuar amb la tira. Del 1980 al 1982, Messick va continuar guionitzant i la tira la va il·lustrar Ramona Fradon. El 1982 Linda Sutter es feia càrrec de l'escriptura i Mary Schmich va començar a fer-ne el guió el 1985, amb Fradon continuant com a il·lustradora fins a la seva retirada el 1995. A partir del 1995 June Brigman va il·lustrar els guions de Schmich. La darrera tira es va publicar el 2 de gener de 2011.

## Història
Des de jove, Dalia Messick tenia l'ambició de crear una tira de còmic. Va presentar la seva primera banda, Weegee, a mitjans dels anys vint, quan acabava de sortir de l'escola secundària. Després d'estudiar al The Art Institute de Chicago, va aconseguir feina dissenyant targetes de felicitació. Durant la dècada de 1930 Messick va enviar tres historietes més: Peg i Pudy i Streamline Babies tractaven sobre "les heroïnes de l'època de la depressió nascudes abans del seu temps, les nenes treballadores arribades a la gran ciutat per guanyar-se la vida", mentre que Mimi the Mermaid explorava un tema de fantasia. En notar que els editors no treballaven en favor de les dibuixants femenines, Dalia va signar aquestes tires amb un nom més ambigu, "Dale". Tot i així, totes aquestes tires van ser rebutjades.
El 1940 Messick va crear una nova heroïna, una "noia bandolera" anomenada Brenda Starr, la mirada de la qual es va modelar seguint la imatge de l'estrella de cinema Rita Hayworth i va rebre el nom d'una debutant popular, Brenda Frazier. Va enviar la nova tira al sindicat de Chicago Tribune-New York News però el cap sindical, Joseph Medill Patterson, "havia provat una vegada una dona dibuixant... i no en volia més". L'ajudant de Patterson, Mollie Slott, que més endavant seria vicepresidenta del sindicat, va veure les mostres descartades i va animar Messick a fer de Brenda una reportera. Patterson va acceptar la tira però la va publicar al suplement de còmic dominical del Chicago Tribune en comptes del diari. Es va negar a publicar-la en el seu altre diari, el New York Daily News, que finalment va inloure Brenda Starr el 1948, dos anys després de la mort de Patterson. Un cop establerta la tira, es van trobar amb més resistències: "Sempre que la senyora Messick sortís en un escot o un melic, el sindicat l'esborraria. Una vegada es va prohibir a Boston després de mostrar Brenda fumant una cigarreta polka."

### Personatges
Brenda sempre es va representar com una dona moderna que destacava per les seves aventures exòtiques i els seus idil·lis intensos. Dale Messick i les artistes posteriors van procurar sempre que Brenda lluís roba i pentinats contemporanis. Abans de retirar-se Messick, Brenda es va casar finalment amb el misteriós Basil St. John, característic pel pegat a l'ull i el sèrum d'orquídia negra. Poc després, Brenda va tenir una filla de Basil, una nena anomenada Starr Twinkle St. John. Brenda i Basil es van divorciar i les espurnes van tornar a sorgir quan es van retrobar. Durant una de les reaparicions de Basil, Brenda va descobrir que tenia un fill anomenat Sage amb la presentadora Wanda Fonda. Aquell matrimoni també va acabar en divorci. Brenda i Wanda es van convertir en bones amigues. Finalment, Brenda va passar a ser periodista i redactora.
Altres personatges regulars:
- Muggs Walters, l'editor original de The Flash i el cap de Brenda des de la primera tira.
- Pesky Miller va aparèixer a la primera tira Brenda Starr el juny de 1940 i va continuar durant dècades. Poques vegades va tenir un paper actiu en la història; el seu principal paper era ser una veu a la redacció que admira Brenda.
- Tom Taylor, periodista i el primer pretendent de Brenda. Va aparèixer a la primera tira el juny de 1940, dient: "Ara, escolta, Brenda. Digues-ho, i per mil·lèsima vegada, et casaràs amb mi?" Va continuar en aquesta línia, sense èxit, durant cinc anys, fins que es va enamorar de la noia de còpia Slim Nolan i s'hi va casar el gener de 1946.
- Daphne Dimples, neboda de Walters i la primera rival de Brenda. Va aparèixer per primera vegada a finals del 1940, intentant prendre-li la feina a Brenda.
- Abretha Breeze, cosina de Brenda d'Indiana. Va arribar per fer una visita amb el seu gos Tornado l'agost de 1941 i es va allotjar a casa seva fins al juny de 1948, quan es va casar amb Hyram "Hola" Pockets i va anar a viure a la seva granja.
- Hank O'Hair, editora de la ciutat amb un aspecte notablement andrògin. O'Hair es va dissenyar a partir de la periodista Pat O'Haire, que treballava com a noia de còpia al New York Daily News a principis dels anys 40.[11] Hank es va incloure a la tira la tardor de 1942 i es va mantenir com a personatge habitual fins al final de la tira el 2011.
- Atwell Livwright, editor gestor de The Flash, va aparèixer el 1948.
- Gabby Van Slander, columnista de tafaneries i rival de Brenda. La va incloure l'escriptora Mary Schmich en la seva primera setmana d'escriure la tira, el setembre de 1985, i va quedar com a personatge fix fins al final.
- Mikhail Goodenuf és un ballarí de ballet soviètic atractiu, ros i musculat que va arribar als Estats Units i es va convertir en agent secret. Va conèixer Brenda el gener de 1986, mentre investigava un complot rus per vendre als nord-americans un medicament addictiu i mortal com a suplement energètic. Mikhail i Brenda van començar una relació romàntica que va durar diversos anys i va creuar-se amb la història de Basil.

### Crèdits
- Dale Messick (història i art): 30 de juny de 1940 - 5, d'octubre de 1980.
- Dale Messick (història) i Ramona Fradon (art): 6 d'octubre de 1980 - 14 de novembre de 1982.
- Linda Sutter (història) i Ramona Fradon (art): 15 de novembre de 1982 - 21 de setembre de 1985.
- Mary Schmich (història) i Ramona Fradon (art): 22 de setembre de 1985 - 5 de novembre de 1995.
- Mary Schmich (història) i June Brigman (art): 6 de novembre de 1995 - 2 de gener de 2011.[12]

## Finals

### 2009: Romanç a París
El misteriós assistent de Basil, un bonic kazooki anomenat "Ringo", va persuadir a Sage i Brenda perquè viatgessin a París. Sage es va entusiasmar amb la idea de viatjar per un túnel submarí i Brenda va admetre que "mai no podia dir que no a París". A la capital francesa, Ringo va revelar a Brenda dos secrets: el primer és que Basil estava finançant i formant professors per educar el poble kazooki (que posaria Basil a una llista de defuncions si ho havia sabut el govern repressiu de Kazookistan). El segon és que Ringo estava enamorat de Brenda, tot i que ella o no el va sentir o va fer veure que no el sentia. Però la segona vegada, ella el va sentir clarament i es va sentir ofegada. A continuació tots dos van continuar explorant París i explicant-se els seus sentiments, es van beure tota una ampolla de xampany i Ringo va recitar a Brenda una mística poesia amorosa sufí. Quan l'ampolla era buida, Ringo hi va posar un poema d'amor de Hafez al seu interior i la va llança al Sena, calculant que algun dia arribaria a les ribes americanes. Es van despedir amb un trist comiat agredolç. Ringo va retornar a Kazookistan i Brenda va tornar Sage a la seva mare Wanda als Estats Units.

### 2009: Viatge a l'Índia
A darrera hora, el patró de Brenda li va ordenar que s'agafés un permís sense retribuir. En canvi, Starrva acceptar una oferta de treball del seu antic amic Pug, que ara treballava per a un diari a l'Índia. Brenda i Pug aviat van tenir un gran desacord amb una nena famolenca del carrer: ella estava disposada a adoptar-la però el noi la va advertir que no caigués en els ardits dels "slumpuppies". Starr també es va sentir atreta per un morè i guapo col·laborador de reporters, Salman Mistry, qui mostrava certa hostilitat cap a Brenda, principalment perquè era americana. La nena del carrer, anomenada Carina, va resultar ser en realitat l'hereva de la rica família Khan. Els altres membres de la família, Taj, Raj i Caressa, eren sospitosos d'una conspiració important i complexa, inclòs l'assassinat de periodistes i un complot per a la depuració brutal de les barraques.

### 2010: Corrupció familiar
De retorn als Estats Units, Brenda es va sorprendre en descobrir que The Flash s'havia convertit en un diari gratuït i havia agafat un blogger, Jason. També es va decebre quan el seu vell amic Harry Rumples semblava haver-se venut als polítics. Quan el nou alcalde, el carismàtic Sterling Golden, es va veure implicat en un assassinat, Brenda va volar cap a Belize a Amèrica Central, a la recerca de la desapareguda camperola verda. La mare manipuladora de Golden va resultar estar darrere de l'assassinat i d'altres fets foscos. A continuació, Brenda va investigar l'excèntric advocat del districte Tap Fitzpatrick, amb relació amb la mort de la seva companya reportera Felicity Fox, i va descobrir que el pare de Tap estava conxorxat contra ells mentre simulava una falsa senilitat.
A la festa de vacances del diari, Brenda va anunciar la seva jubilació. A la tira final (publicada el diumenge 2 de gener de 2011), va dir adéu a tothom i va marxar amb llàgrimes als ulls. Quan sortia de la festa, va rebre una caixa que contenia una orquídia negra i una targeta amb les inicials BSJ.

## Altres suports

### Llibres de còmic
Brenda Starr, Reporter es va publicar com una sèrie de còmics per quatre editorials diferents. La primera va ser Four Star Publications, el 1947, seguida de la Superior Publishing des de 1948 fins al 1949. El 1955 Charlton Comics va portar la sèrie i Dell Publishing ho va fer el 1963. Entre els diferents còmics de la sèrie Superior de 1948 hi havia art de Jack Kamen als números 2, 4 i 14. Posteriorment l'ha reimprès Hermes Press.

### Pel·lícules i televisió
Al llarg dels anys s'han fet quatre pel·lícules de cinema i televisió basades en la tira de còmic. La primera va ser Brenda Starr, Reporter, una sèrie del 1945 amb Joan Woodbury en el paper principal. L'any 1976 es va produir una pel·lícula de Brenda Starr per a televisió, que va protagonitzar Jill St. John.
Tres anys més tard, el 1979, es va fer una pel·lícula de televisió que mai es va vendre, protagonitzada per Sherry Jackson. La darrera pel·lícula produïda fins ara va ser Brenda Starr amb Brooke Shields i Timothy Dalton. Tot i que es va produir el 1986, la pel·lícula no es va estrenar als Estats Units fins al 1992 a causa d'un llarg litigi sobre drets de distribució. La pel·lícula va ser molt criticada i es considera un famós fracàs crític i comercial.
L'any 2006, Tribune Media Services i l'actriu Jenna Mattison buscaven productors per crear una pel·lícula o sèrie de televisió basada en Brenda Starr.

### Marxandatge
- El 1964 la Madame Alexander Doll Company va fer una nina similar a la Barbie amb el nom Brenda Starr. La nina va ser un fracàs comercial i el 1965 Madame Alexander va optar per deixar de pagar els drets per utilitzar el nom Brenda Starr. La mateixa nina es va rebatejar com a Yolanda el 1965 i va tornar a fracassar, de manera que el 1966 la nina va deixar de fabricar-se.
- Brenda Starr, Reporter va ser una de les 20 tires de còmic homenatjades com Comic Strip Classics en un llançament especial de segells commemoratius el 1995.
- El 2003 la Effanbee Doll Company va introduir una nina col·leccionable Brenda Starr, amb vestits glamurosos de 1940 inspirats en la tira de còmic. La col·lecció es va ampliar el 2004 per incloure una nina de l'aprenent de Brenda, Daphne Dimples, i el 2005 un Basil St. John. Cap al 2007 es va retirar la nina.[17]
- El 2006 la Societat de Periodistes Professionals va vendre cartells i altres mercaderies amb Brenda Starr proclamant: "La llibertat de premsa significa llibertat per a tothom."[18]

### Cultura popular
- El grup de rock Blondie va mencionar el personatge en el seu senzill Rip Her to Shreds.